# Une balle dans la tête (film hongkongais, 1990)
Cet article concerne le film hongkongais. Pour le film canadien, voir Une balle dans la tête (film canadien, 1990).
Pour les articles homonymes, voir Bullet in the Head et Une balle dans la tête.
Pour plus de détails, voir Fiche technique et Distribution.
Une balle dans la tête (chinois simplifié : 喋血街头 ; chinois traditionnel : 喋血街頭 ; pinyin : Die xue jie tou) est un film hongkongais réalisé par John Woo et sorti en 1990.

## Synopsis
À Hong Kong en 1967, Paul, Ben et Frank sont amis d'enfance. Le jour du mariage de Ben, Frank est agressé par une bande de malfrats. Pour venger son ami, Ben attaque le chef de cette bande et le tue accidentellement. Forcés de fuir Hong Kong, ils partent au Viêt Nam travailler pour un parrain local. Ils y rencontrent Luke, un tueur eurasien travaillant pour ce dernier, qui leur propose d'organiser le casse d'une réserve d'or que possède son patron... C'est ainsi que débute la descente aux enfers des trois amis plongés dans les horreurs du crime et de la guerre du Viêt Nam.

## Fiche technique
- Titre français : Une balle dans la tête
- Titre original : chinois simplifié : 喋血街头 ; chinois traditionnel : 喋血街頭 ; pinyin : Die xue jie tou
- Titre anglais : Bullet in the Head
- Réalisation : John Woo
- Scénario : Janet Chun, Patrick Leung et John Woo
- Musique : Romeo Díaz et James Wong
- Photographie : Wilson Chan, Ardy Lam, Chai Kittikum Som et Wong Wing-Hung
- Montage : John Woo et David Wu
- Production : John Woo, Wan Allen, Catherine Lau et Patrick Leung
- Société de production : Golden Princess Film Production et John Woo Film Production
- Pays de production :  Hong Kong
- Format : Couleurs - 1,85:1 - Mono - 35 mm
- Genre : Action, film de gangsters, drame, thriller, guerre et gun fu
- Durée : 136 minutes
- Dates de sortie : 
  - Hong Kong : 17 août 1990
  - France : 4 août 1993
- Film interdit aux moins de 16 ans lors de sa sortie en France

## Distribution
- Tony Leung Chiu-wai (VF : Pierre-François Pistorio) : Ben
- Jacky Cheung (VF : William Coryn) : Frank
- Waise Lee (VF : Cédric Dumond) : Paul
- Simon Yam (VF : Philippe Vincent) : Luke
- Yolinda Yan : Sally Yen
- Fennie Yuen : Jane
- Chung Lam (VF : Vincent Violette) : Y.S. Leong
- John Woo : un inspecteur de police (caméo)

## Production
Il était prévu que John Woo et Tsui Hark travaillent ensemble sur ce projet. Cependant ils se brouillent et travaillent ensuite chacun de leur côté sur le projet. Voila pourquoi Le Syndicat du crime 3 (Tsui Hark, 1989) ressemble énormément à ce film.
Le tournage a lieu à Hong Kong et en Thaïlande.

## Accueil
Bien que peu rentable à sa sortie, rentabilité en partie due à une allusion au massacre de la place Tian'anmen, Une balle dans la tête a plus tard été considéré par nombre d'inconditionnels de John Woo comme l'œuvre la plus aboutie de son auteur avec le polar « culte » The Killer[réf. nécessaire].

### Box-office
- Hong Kong : 8 545 123 $ HK[3]
- France : 14 069 entrées[4]
- Mondial : 21 947 209 $[5]

## Analyses
Lors de la séquence finale, un personnage est tué par une balle qui n'existe pas, qui n'est produite que par l'imaginaire du spectateur. Ce plan démontre le pouvoir d'une image, dont la puissance réside dans son état de gestation. Des théoriciens du cinéma se sont penchés sur cette figuration d'une "non-balle" meurtrière, sans coup de feu, sans détonation.
Ce film est souvent considéré[Par qui ?] comme le plus violent de John Woo.

## Distinctions
- Nominations pour le Hong Kong Film Award du meilleur acteur (Jacky Cheung), le Hong Kong Film Award du meilleur réalisateur et au Hong Kong Film Award de la meilleure photographie lors des Hong Kong Film Awards 1991.
- Prix du Hong Kong Film Award du meilleur montage (John Woo) lors des Hong Kong Film Awards 1991.